# Heidi Astrup
Heidi Astrup (Viborg, 31 maggio 1972) è un'ex pallamanista danese.

## Palmarès

### Olimpiadi
- 1 medaglia:
  - 1 oro (Atlanta 1996)

### Mondiali
- 1 medaglia:
  - 1 bronzo (Austria/Ungheria 1995)

### Europei
- 2 medaglie:
  - 2 ori (Germania 1994; Danimarca 1996)